# Moneda complementària
Una moneda complementària s'utilitza com a complement a una moneda nacional.:3 És un acord per utilitzar un mitjà d'intercanvi que no sol ser de curs legal.:2 El propòsit pot ser protegir o estimular una economia en particular.:7 Un altre propòsit pot ser per a orientar l'economia cap a objectius socials, ambientals o polítics.:7:4

## Tipus
Les monedes locals tenen la funció de fomentar la despesa dins d'una comunitat local.
Algunes formes de moneda complementària poden promoure la plena utilització dels recursos en una àrea geogràfica molt més àmplia i ajudar a superar les barreres imposades per la distància. Per exemple:
- Al Japó, el sistema del Fureai kippu emet crèdits a canvi d'assistència a la tercera edat. Així, membres d'una família que viuen lluny dels seus pares poden obtenir crèdits, oferint l'assistència als ancians en la seva comunitat local.
- La majoria de les companyies aèries ofereixen cupons per als seients que solen estar buits d'alguns vols, proporcionant així un benefici per als clients a un cost relativament baix per a la línia aèria al mateix temps que promouen la lleialtat del clients.

Mentre que la majoria d'aquestes monedes estan restringits a una petita àrea geogràfica o un país, a través de formularis electrònics d'internet de moneda complementària poden ser utilitzades per estimular les transaccions en una base global. Per exemple:
- A la Xina, les Tencent QQ són una forma de moneda virtual que ha guanyat una àmplia circulació. Llavors tot i que aquestes monedes virtuals no són "locals" en el sentit de la tradició, ja que no s'adapten a les necessitats específiques d'una determinada comunitat, sinó a la d'una comunitat virtual. El govern xinès ha començat a gravar les monedes a mesura que s'intercanviava aquesta moneda virtual per divises reals.[5]